# ベストソリューション
ベストソリューション(英:Best Solution)は、アイルランド生まれのイギリスの競走馬。主な勝ち鞍に2018年ベルリン大賞、バーデン大賞、コーフィールドカップ。主戦騎手はパット・コスグレイヴ。

## 競走馬時代
2歳〜3歳シーズン(2016年〜2017年)
2歳になったベストソリューションは、ゴドルフィンの主戦厩舎であるサイード・ビン・スルール厩舎へ入厩する。7月のウィンザー競馬場のメイドン戦でジェームズ・ドイルを背にデビューし3着、2戦目で初勝利を挙げる。3戦目はトルコのヴェリエフェンディ競馬場で行なわれるトラキア国際トロフィーに遠征。ミカエル・バルザローナ騎手とコンビを組み、直線後方から追い込んで3着に終わる。その後はイギリスへ戻りG3サマーヴィルステークス4着を挟んでオータムステークスで初重賞制覇を遂げる。フランスに遠征したクリテリウムドサンクルーでは一旦は抜け出したものの内からヴァルトガイストにすくわれ2着に敗れる。2歳シーズンは6戦全て4着以内と安定した戦績を残すことができた。
3歳シーズンはドバイで始動。UAE2000ギニートライアルと本番のUAE2000ギニーは4、8着といいところなく敗れる。UAEダービーは使わずにイギリスへ戻ったベストソリューションはダービーを目標に調整されることになった。ダービーの前哨戦の一つのダービートライアルを復帰戦に定め、パット・コスグレイヴ騎手を鞍上に迎えた同レースを59.5キロを背負いながら快勝。一躍ダービーの伏兵候補に浮上したが、本番のダービーでは4番手からレースを進めたものの直線伸びあぐね8着に沈んだ。次走のキングエドワード7世ステークスでも10着と敗れてしまう。しかしドイツへ遠征したダルマイヤー大賞ではベテランジョッキーのジェラルド・モッセを背に挑み、人気薄を覆し2着に好走する。続くバーデン大賞でも5着と改めて力があることをアピールした。3戦ぶりにコスグレイヴ騎手へと手綱が戻ったセントサイモンステークスを勝利し、重賞3勝目を挙げた。
4歳シーズン(2018年)
この年もドバイで始動。ハンデキャップ競走を2走挟み出走したドバイシーマクラシックの前哨戦G2ドバイシティーオブゴールドでは同じゴドルフィン所属馬がワンツースリーと上位を独占する中9着と大敗。本番のドバイシーマクラシックは前哨戦のドバイシティーオブゴールド覇者のホークビルが逃げ切り、ベストソリューションは日本から遠征してきたレイデオロのアタマ差の5着に終わった。
帰国後はロイヤルアスコット開催などの大レースは使わず、7月のG2プリンセスオブウェールズステークスで復帰、7頭立て4番人気と低評価だったが逃げ粘るミラージュダンサーを差し切り優勝。前年のセントサイモンステークス以来久々の重賞制覇を成し遂げると共に、ここから快進撃が始まった。まずは前年と同じくドイツへ遠征しG1ベルリン大賞へ出走、2番人気に推されたこのレースでは前をいく地元の有力馬ロイヤルユームザインとチンギスシークレットの間を割り、追い上げたサウンドチェックを封じ込み待望の初G1制覇を異国の地で挙げた。続くバーデン大賞では馬群先団でレースを進めていく。最後の直線では全馬が馬場の良い外ラチへと進路を取る中、道中最後方で脚を溜め馬群がバラけた内側から抜け出しにかかった地元の大将格イキートス、大外へと進路をとった春シーズン重賞2勝を挙げ、5月のタタソールズゴールドカップ3着以来の一戦だった同じイギリスからの遠征馬で、このレース1番人気に推されていたデフォーが先に抜け出したベストソリューションに迫ったがなんとか粘り込み、G1連勝を飾った。
重賞3連勝と本格化したベストソリューションは秋の最大目標をメルボルンカップへ定め、オーストラリアへ遠征する。前哨戦にはコーフィールドカップを選択。ターンブルステークス3着などG1で好走を続けているキングスウィルドリーム、オーストラリアのトップジョッキーヒュー・ボウマンを鞍上に迎え、コーフィールドステークスから連闘で挑むエイダン・オブライエンが送り込むザクリフスオブモハーなどが上位人気に推される中、現地でオッズ12倍の5番人気に推されたベストソリューションは4番手の位置で脚を溜め、残り800メートル付近で外から上がってきたザタージマハルと共に先頭に立つと、4コーナーから直線に入るところで競っていたザタージマハルを振り落とし、代わりに上がってきた同じ勝負服で4番人気に支持されていたホームズマンが迫り、残り100メートルでは馬体が並びマッチレースとなったが僅かな差でベストソリューションが粘り込み、異国の地で重賞4連勝という偉業を成し遂げた。その後本番のメルボルンカップでは重賞4連勝ながらトップハンデの57.7キロが嫌われたのかオッズ16倍の6番人気に留まる。しかしレースでは出遅れてしまう。幸い1コーナーに入るところで起こったザクリフスオブモハーの故障に巻き込まれるのはギリギリ避けられたが後方からのレースを余儀なくされ、同じゴドルフィンのクロスカウンターが大外一気を決め快勝した中、直線内からよく追い込んだが8着に終わった。
5歳シーズン(2019年)
9月7日のG3セプテンバーステークスで復帰するも7着。続くオイロパ賞でも5着に終わり、このレースを最後に現役を引退。引退後はドイツのゲシュタット・アオエンキュエレにて種牡馬入りする。

## エピソード
本馬を管理するサイード・ビン・スルールはバーデン大賞を制した直後、「今の私の厩舎で本当に良い馬はサンダースノー、ベンバトル、ベストソリューションの3頭しかいない。残りはただの馬だ」と発言し、議論を呼んだ。この年のビンスルール厩舎は前述のサンダースノーでドバイワールドカップ、ベンバトルでドバイターフを制していたが、2015年生まれの3歳馬がどの馬もギニーなどのクラシックはおろか重賞路線でも活躍できない馬ばかりで、この事に不満をもっていたことから発されたコメントであったと思われる。ビンスルール厩舎に入厩した2015年生まれの馬の質が低水準だった理由は、2017年にゴドルフィンのCEOを辞任したジョン・ファーガソン氏の息子が同じゴドルフィンの主戦厩舎であるチャーリー・アップルビー厩舎でアシスタントを務めている影響で良い馬がアップルビー厩舎にあてがわれていたためで、実際アップルビー厩舎は英ダービーを制したマサーを筆頭に、ワイルドイリュージョンがG1ナッソーステークスを制するなど牝馬G1路線で活躍したが反対にビンスルール厩舎の3歳馬は重賞戦線で活躍できなかった。尚、この発言ののちにゴドルフィン初のメルボルンカップ制覇を届けたクロスカウンターも、アップルビー厩舎所属の3歳馬だった。その事もあってかビンスルール厩舎の競走馬のGI勝利は2023年モージュが制した1000ギニーステークスまで待つことになった。

## 血統表
| ベストソリューションの血統 | ベストソリューションの血統                      | ベストソリューションの血統                      | （血統表の出典）                                | （血統表の出典） |
| 父系                       | デインヒル系                                    | デインヒル系                                    | デインヒル系                                    | [ § 2 ]          |
| 父 Kodiac 2001 鹿毛        | 父の父*デインヒル Danehill 1986 鹿毛            | Danzig                                          | Northern Dancer                                 | Northern Dancer  |
| 父 Kodiac 2001 鹿毛        | 父の父*デインヒル Danehill 1986 鹿毛            | Danzig                                          | Pas de Nom                                      |                  |
| 父 Kodiac 2001 鹿毛        | 父の父*デインヒル Danehill 1986 鹿毛            | Razyana                                         | His Majesty                                     | His Majesty      |
| 父 Kodiac 2001 鹿毛        | 父の父*デインヒル Danehill 1986 鹿毛            | Razyana                                         | Spring Adieu                                    |                  |
| 父 Kodiac 2001 鹿毛        | 父の母Rafha 1987 鹿毛                           | Kris                                            | Sharpen Up                                      | Sharpen Up       |
| 父 Kodiac 2001 鹿毛        | 父の母Rafha 1987 鹿毛                           | Kris                                            | Doubly Sure                                     |                  |
| 父 Kodiac 2001 鹿毛        | 父の母Rafha 1987 鹿毛                           | Eljazzi                                         | *アーテイアス                                   | *アーテイアス    |
| 父 Kodiac 2001 鹿毛        | 父の母Rafha 1987 鹿毛                           | Eljazzi                                         | Border Bounty                                   |                  |
| 母 Al Andalyya 2008 栗毛   | 母の父Kingmambo 1990 鹿毛                       | Mr. Prospector                                  | Raise a Native                                  | Raise a Native   |
| 母 Al Andalyya 2008 栗毛   | 母の父Kingmambo 1990 鹿毛                       | Mr. Prospector                                  | Gold Digger                                     |                  |
| 母 Al Andalyya 2008 栗毛   | 母の父Kingmambo 1990 鹿毛                       | Miesque                                         | Nureyev                                         | Nureyev          |
| 母 Al Andalyya 2008 栗毛   | 母の父Kingmambo 1990 鹿毛                       | Miesque                                         | Pasadoble                                       |                  |
| 母 Al Andalyya 2008 栗毛   | 母の母Kushnarenkovo 2003 鹿毛                   | Sadler's Wells                                  | Northern Dancer                                 | Northern Dancer  |
| 母 Al Andalyya 2008 栗毛   | 母の母Kushnarenkovo 2003 鹿毛                   | Sadler's Wells                                  | Fairy Bridge                                    |                  |
| 母 Al Andalyya 2008 栗毛   | 母の母Kushnarenkovo 2003 鹿毛                   | Eva Luna                                        | Alleged                                         | Alleged          |
| 母 Al Andalyya 2008 栗毛   | 母の母Kushnarenkovo 2003 鹿毛                   | Eva Luna                                        | Media Luna                                      |                  |
| 母系(F-No.)                | (FN:14-c)                                       | (FN:14-c)                                       | (FN:14-c)                                       | [ § 3 ]          |
| 5代内の近親交配            | Northern Dancer 4･5、Natalma 5･5×5、Special 5･5 | Northern Dancer 4･5、Natalma 5･5×5、Special 5･5 | Northern Dancer 4･5、Natalma 5･5×5、Special 5･5 | [ § 4 ]          |
| 出典                       | 1. 2. 3. 4.                                     | 1. 2. 3. 4.                                     | 1. 2. 3. 4.                                     | 1. 2. 3. 4.      |